# 魯潘科湖
40°49′20″S 72°28′40″W / 40.82222°S 72.47778°W

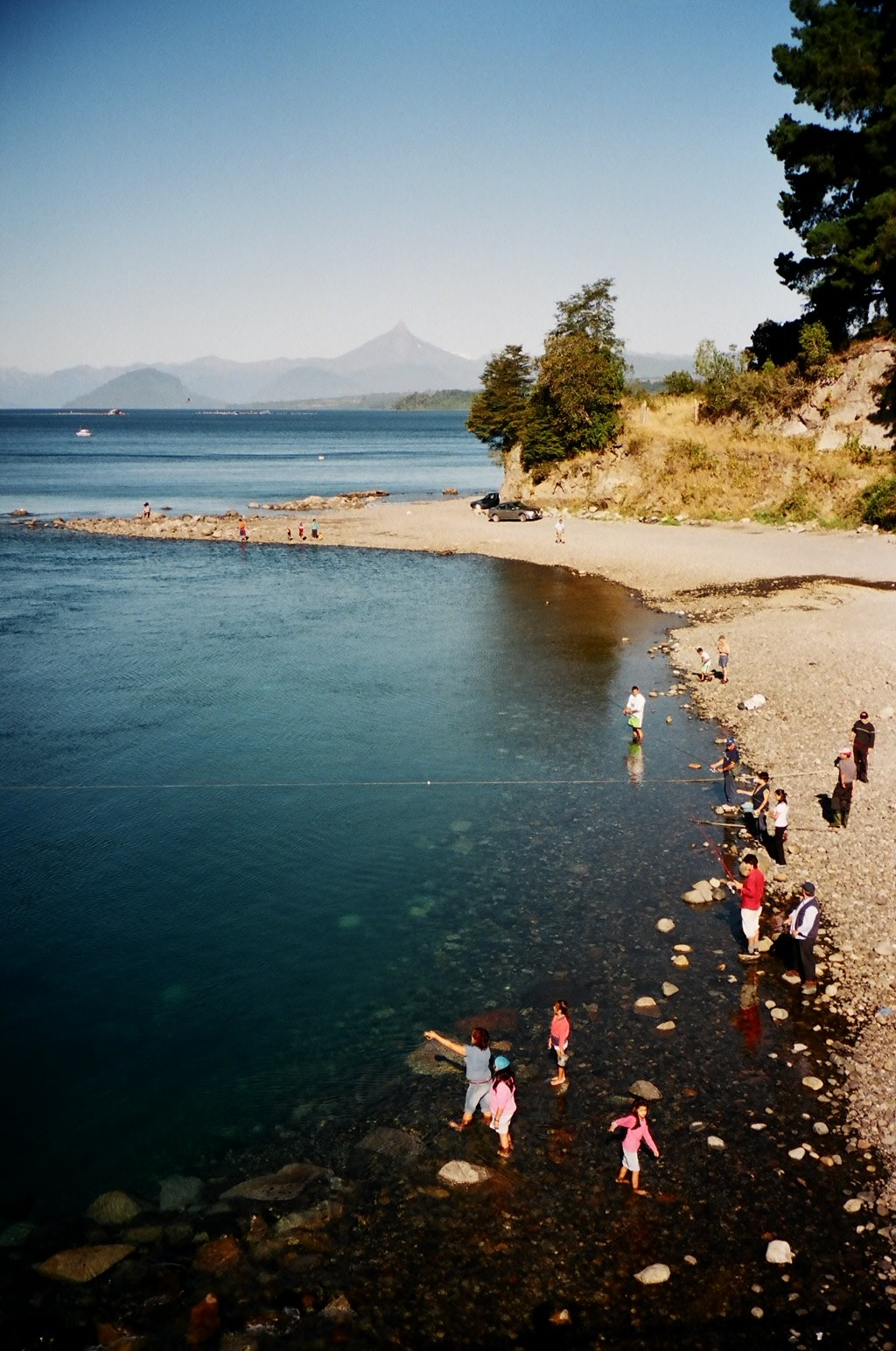

魯潘科湖是智利的湖泊，位於該國南部，由湖大區負責管轄，長45公里、寬11公里，面積223平方公里，平均水深70米，最大水深350米，島上有兩個島嶼。

## 外部連結
- Pictures of Rupanco Lake （页面存档备份，存于）
- About Rupanco Lake （页面存档备份，存于）